# Government Commissions: BBC Sessions 1996-2003
Government Commissions: BBC Sessions 1996-2003 è una raccolta live della post-rock band Mogwai.
Pubblicata nel 2005 e dedicata a John Peel (scomparso pochi mesi prima), la raccolta contiene canzoni tratte da tutti gli album in studio della band scozzese e da alcuni EP.

## Tracce
1. Hunted by a Freak – 4:09
2. R U Still in 2 it – 6:18
3. New Paths to Helicon Pt. II – 2:51
4. Kappa – 4:23
5. Cody – 6:07
6. Like Herod – 18:32
7. Secret Pint – 4:32
8. Superheroes of BMX – 7:29
9. New Paths to Helicon Pt. I – 8:11
10. Stop Coming to my House – 4:40